# Kalasur, Savanur
Kalasur là một làng thuộc tehsil Savanur, huyện Haveri, bang Karnataka, Ấn Độ.